# Scutops fascipennis
Scutops fascipennis är en tvåvingeart som beskrevs av Daniel William Coquillett 1904. Scutops fascipennis ingår i släktet Scutops och familjen savflugor. Inga underarter finns listade i Catalogue of Life.